# Karin Adelsköld
Karin My Josefin Adelsköld, född 15 juli 1973 i Linköping, är en svensk ståuppkomiker, programledare och bloggare. Adelsköld var återkommande i Nyhetsmorgon:s teknikpanel, P3 Browsers panel och drev bloggen Lilla gumman.
År 2011 utsågs hon till årets kvinnliga komiker vid Svenska Stand up-galan. 2012 satte Internetworld henne på en lista över 62 kreativa personer att hålla koll på i det digitala Sverige. Hon har tidigare lett programmet På nätet i Sveriges Radio P1. Under 2015 var hon en av programledarna i SVT:s Plus.
Karin Adelsköld utnämndes 2019 till hedersledamot för Boelspexarna i samband med spexets 25-årsjubileum. Utnämningen fick hon för sina gärningar inom humor-Sverige, för att hon banat väg för andra kvinnliga komiker och för sina insatser inom spexet 1996.
År 2025 utkom hennes bok Jag tycker det är tungt nu, där hon berättar om sin mångåriga alkoholism.